# Kossi Aguessy
Pour les articles homonymes, voir Aguessy.
 (octobre 2017).
Si vous disposez d'ouvrages ou d'articles de référence ou si vous connaissez des sites web de qualité traitant du thème abordé ici, merci de compléter l'article en donnant les références utiles à sa vérifiabilité et en les liant à la section « Notes et références ».
Kossi Aguessy (KossiGan Baaba-Thundé Aguessy) né le 17 avril 1977 à Lomé, (capitale du Togo) et  mort le 19 avril 2017 à Toulouse, était un designer industriel et artiste contemporain togolais.

## Biographie
Kossi Aguessy étudie le design industriel et l'Architecture Intérieure à la Central St Martin's College de Londres. Il vit et travaille entre le Royaume-Uni, les États-Unis et la France.
Il travaille successivement pour de multiples agences. Indépendant depuis 2004, il collabore avec StarkNetwork à Paris. En 2008, il assume la fonction de Directeur Artistique de la chaîne de Télévision Panafricaine Vox basée à Londres où il travaille notamment pour la conception de l'identité visuelle et architecturale du média et fonde son studio à Paris. Celui-ci, sera déplacé en 2013 à Londres. Futuriste, multiculturelle, la signature de Kossi Aguessy résulte d'une recherche pratique, technologique, sociologique et formelle. Le designer fait partie de la génération de "Chercheurs du design" qui "dessine le futur" et qui est qualifiée de Multiverse.
Connu également pour son implication dans la recherche en matière de nouvelles techniques de production et d'applications énergétiques, il a été Concepteur Pilote au sein du premier Fab Lab (Laboratoire de Fabrication) organisé par la Prospective Industrielle Française au Bénin, Afrique de l’Ouest, en février 2012. La même année, il signe l'Official Gift de la présidence du conseil de sécurité des Nations unies, et conçoit le monument célébrant le 50e anniversaire de l'indépendance du Togo.
Ses créations ont été exposées dans plusieurs musées, dont le musée Georges Pompidou de Paris où en 2013, une section lui est consacrée. Il devient le premier concepteur industriel originaire du continent noir à avoir cette distinction.
Il a travaillé sur la création pour des institutions ou sociétés telles que Coca Cola, Branex, Le Conseil de Sécurité de l'ONU, Stella McCartney (flacon du parfum Stella), BlackBody, St Dupont, Cartier. Il est également peintre et sculpteur. Il est représenté depuis 2014 pour la partie art de sa création - n'incluant donc pas le design - par la Galerie Vallois.
Dans le cadre du design graphique, Kossi Aguessy a aussi conçu les produits de la marque de cosmétiques française Neoclaim, fondée par le journaliste Harry Roselmack et Thibaut Perrin-Faivre.

## Expositions et prix
- Biographiques, Paris, 2003
- Biographiques, Art Shanghaï  SAF, Shanghai, China, 2004/2005
- Exposition France 5, Paris, France, 2005
- Exposition performance Art, Paris, France, 2006
- Fifi Design Awards 2007, Best 20 Perfume design, 2007
- Please Do Not Sit. Exposition Collective. Tools Galerie, Paris, 2008
- WallPapper UK 10 best Design Awards, 2010
- Sustainable Design Award, 2010
- Freeze Art London, UK, 2010
- G.A.P, Museum of Arts and Design MAD, New-York USA, 2010 - 2011
- Collection permanente, MoMA ps1, 2011
- Collection permanente, Museum of Arts and Design MAD, New-York USA, 2011
- Multiversités créatives, Centre national d'art et de culture Georges-Pompidou, Paris, France, 2011
- Collection permanente, Centre national d'art et de culture Georges-Pompidou, Paris, France, 2013
- Making Africa - A Continent of Contemporary Design, Vitra Design Museum, Germany, 2015
- OCTOBRE ORANGE, Galerie Vallois, Paris, 2015
- Making Africa 2, Museo Guggenheim, Bilbao, Espagne, 2016